# Plasma Physics and Controlled Fusion
Le journal Plasma Physics and Controlled Fusion (nommé Plasma Physics jusqu'en 1984) est une revue scientifique mensuelle à comité de lecture qui publie des articles de recherches originales dans les domaines de la fusion contrôlée et des plasmas. Il est édité par IOP Publishing.
D'après le Journal Citation Reports, le facteur d'impact de ce journal était de 3,032 en 2017.

## Indexation
Le journal est indexé dans :
- Chemical Abstracts Service[3]
- EI Compendex[4]
- Current Contents: Physical, Chemical & Earth Sciences[5]
- INIS Atomindex (en)
- Inspec[6]
- NASA Astrophysics Data System (en)
- Referativny Zhurnal (en)
- Science Citation Index[5]
- Scopus[7]